# Jagdish Raj
Jagdish Raj Khurana (1928-28 de julio de 2013) fue un actor de Bollywood, que tiene un Récord Mundial Guinness por ser el actor más encasillado. Actuó como un inspector de policía en 144 películas. Nació en 1928 en la ciudad de Sargodha, la India británica, que ahora está en Pakistán. Su hija Anita Raj también fue una actriz de Bollywood.
Jagdish Raj tuvo el récord de actuar como policía 144 veces en varias películas de Bollywood.
Algunas de sus películas más populares incluyen "Deewar ',' Don ',' Shakti ',' Mazdoor ',' Imaan Dharam ',' Gopichand Jasoos ',' Silsila ',' Aaina 'y' Besharam '. Aunque Jagdish ocasionalmente actuó como villano y un par de veces ensayó el papel de un juez, fue más conocido por haber participado en una cifra récord de 144 veces como un agente de policía.
Le sobreviven dos hijas; Anita Raj, Roopa Malhotra, y un hijo.
El famoso agente de la policía de Bollywood, falleció el 28 de julio de 2013 en su residencia de Juhu por una dolencia respiratoria. Tenía 85 años de edad.

## Filmografía
- Khule Aam (25 de diciembre de 1992)
- Apradhi (6 de noviembre de 1992)...... El juez
- Deedar (14 de agosto de 1992) (publicado) ...... Sabharwal
- Paap Ka Anth (8 de diciembre de 1989) (publicado) ...... Comisionado de Policía
- Na Insafi (30 de junio de 1989) (publicado) ...... Comisionado de Policía
- Aasman Se Ooncha (3 de marzo de 1989) (publicado)
- Aag Hi Aag (3 de abril de 1988) (publicado) ...... Juez
- Mera Karam Mera Dharam (1987) (publicado) ...... Comisionado de Policía
- Teesra Kinara (8 de agosto de 1986) (publicado)
- Sasti Dulhan Mahenga Doolha (31 de enero de 1986) (publicado) ...... Mafatlal
- Mehak (2 de julio de 1985) (publicado)
- Ram Tere Kitne Naam (15 de febrero de 1985) (publicado) ...... Carcelero
- Salma (1985) (publicado) ...... Doctor Who Chequeado garganta de Salma
- Zulm Ka Badla (1985) (publicado)
- Ram teri ganga maili(1985)(publicado).......El inspector de policía
- Jeene Nahin Doonga (26 de octubre de 1984) (publicado) ...... Carcelero
- Raj Tilak (31 de agosto de 1984) (publicado) ...... Rey del agresor
- Bóxer (17 de febrero de 1984) (publicado) ...... El hombre cuya mirada es robado
- Mazdoor (14 de octubre de 1983) (publicado) ...... El inspector de policía
- Hum Se Na Jeeta Koi (22 de abril de 1983) (publicado)
- Deedar-E-Yaar (22 de octubre de 1982) (publicado)
- Sawaal (21 de mayo de 1982) (publicado) ...... Inspector chodu
- Gopichand Jasoos (19 de febrero de 1982) (publicado) ...... Verma
- Dil-E-Nadan (1982) (publicado)
- Agnee Pareeksha (1982) (publicado) ...... El inspector de policía
- Dulha Bikta Hai (1982) (publicado)
- Ek Hi Bhool (9 de octubre de 1981) (publicado) ...... (Invitado Especial)
- Silsila (14 de agosto de 1981) (publicado)
- Magroor (20 de abril de 1979) (publicado) ...... Oficial de Policía
- Ram Kasam (22 de septiembre de 1978) (publicado)
- Jaggu (publicado)
- Dil Aur Deewar (15 de septiembre de 1978) (publicado)
- Parmatma (1978) (publicado)
- Tumhari Kasam (1978) (publicado) ...... El inspector de policía (No acreditado)
- Besharam (1978) (publicado) ...... Pandey
- Aaina (1977) -- Director Gerente (como Jagdishraj)
- Immaan Dharam (1977) (publicado) ...... El inspector de policía
- Paapi (1977) (publicado) ...... Inspector Bhaskar
- Dream Girl (1977) (publicado)
- Dafa 302 (1975) (publicado) ...... Satish
- Deewar (1975) (publicado) -- Jaggi
- Do Chor (1972) (publicado) ...... El inspector de policía
- Johny Mera Naam (1970) (publicado)........El inspector de policía
- Shuhaag .......El inspector de policía-Khan
- Nanak Naam Jahaz Hai (1969)
- Ek Mahal Ho Sapno Ka (como villano)
- Funtoosh - 1954
- Hum Dono - 1961
- Kala Bazaar - 1960
- Gambler - 1971